# Live Aid
Live Aid var en rock-koncert-begivenhed afholdt den 13. juli 1985. Koncerterne blev organiseret af Bob Geldof og Midge Ure for at indsamle penge til nødhjælp til Etiopien. De vigtigste koncerter med 60 grupper og solister var på Wembley i London (hvor der var ca. 72.000 til stede) og JFK Stadium i Philadelphia (med et publikum på ca. 90.000), mens mindre koncerter afholdtes andre steder, heriblandt Sydney og Moskva. Det var den hidtil største satellit- og tv-begivenhed – det anslås, at 1,6 milliard mennesker(hver 3. menneske på jorden dengang) i 100 lande så udsendelsen, der blev sendt live. 

## Deltagere ved Live Aid og sætlister
Følgende er listet i den rækkefølge, hvor gruppen/solisten gik på. Tiden er angivet som Greenwich Mean Time og angiver tidspunktet, hvor optræden blev påbegyndt. "W" agiver London Wembley Stadium og "JFK" angiver Philadelphia JFK Stadium.

### London Wembley Stadium
- Coldstream Guards – "Royal Salute", "God Save the Queen" (W 12:00);
- Status Quo – "Rockin' All Over The World", "Caroline", "Don't Waste My Time" (W 12:02);
- The Style Council – "You're the Best Thing", "Big Boss Groove", "Internationalists", "Walls Come Tumbling Down" (W 12:19);
- The Boomtown Rats – "I Don't Like Mondays", "Drag Me Down", "Rat Trap", "For He's a Jolly Good Fellow" (sung by the audience) (W 12:44);
- Adam Ant – "Vive Le Rock" (W 13:00);
- Ultravox – "Reap the Wild Wind", "Dancing with Tears in My Eyes", "One Small Day", "Vienna" (W 13:16);
- Spandau Ballet – "Only When You Leave", "Virgin", "True" (W 13:47);
- Elvis Costello – "All You Need Is Love" (W 14:07);
- Nik Kershaw – "Wide Boy", "Don Quixote", "The Riddle", "Wouldn't It Be Good" (W 14:22);
- Sade – "Why Can't We Live Together", "Your Love Is King", "Is It a Crime" (W 14:55);
- Sting and Phil Collins (med Branford Marsalis) (introduceret af Noel Edmonds) – "Roxanne", "Driven to Tears", "Against All Odds (Take a Look at Me Now)", "Message in a Bottle", "In the Air Tonight", "Long Way to Go", "Every Breath You Take" (W 15:18);
- Howard Jones – "Hide and Seek" (W 15:50)
- Bryan Ferry (med Pink Floyd's David Gilmour på guitar) – "Sensation", "Boys And Girls", "Slave to Love", "Jealous Guy" (W 16:07);
- Paul Young – "Do They Know It's Christmas?" (intro), "Come Back and Stay", "That's the Way Love Is" (med Alison Moyet), "Every Time You Go Away" (W 16:38);
- U2 (introduceret af Jack Nicholson)– "Sunday Bloody Sunday", "Bad" (med dele af "Satellite of Love", "Ruby Tuesday", "Sympathy for the Devil" og "Walk on the Wild Side") (W 17:20);
- Dire Straits – "Money for Nothing" (medSting), "Sultans of Swing" (W 18:00);
- Queen (introduceret af Mel Smith og Griff Rhys Jones) – "Bohemian Rhapsody"/"Radio Ga Ga", "Hammer to Fall", "Crazy Little Thing Called Love", "We Will Rock You"/"We Are the Champions" (W 18:44);
- David Bowie (med Thomas Dolby på keyboards) – "TVC 15", "Rebel Rebel", "Modern Love", "Heroes" (W 19:22);
- The Who (introduceret af Jack Nicholson) – "My Generation"/"Pinball Wizard", "Love, Reign o'er Me", "Won't Get Fooled Again" (W 20:00);
- Elton John (introduceret af Billy Connolly) – "I'm Still Standing", "Bennie and the Jets", "Rocket Man", "Don't Go Breaking My Heart" (med Kiki Dee), "Don't Let the Sun Go Down on Me" (med George Michael og backing vocals af Andrew Ridgeley), "Can I Get a Witness" (W 20:50);
- Finale at Wembley Stadium:
a) Freddie Mercury and Brian May (Queen) – "Is This the World We Created?" (W 21:48),
b) Paul McCartney – "Let It Be" (med Bob Geldof, David Bowie, Pete Townshend og Alison Moyet kor i slutningen) (W 21:51),
c) Band Aid (med Bob Geldof i front) – "Do They Know It's Christmas?" (W 21:54);

### JFK Stadium
- Bernard Watson – "All I Really Want to Do", "Interview" (JFK 13:51);
- Joan Baez (introduceret af Jack Nicholson) – "Amazing Grace"/"We Are the World" (JFK 14:02);
- The Hooters – "And We Danced", "All You Zombies" (JFK 14:12);
- Four Tops – "Shake Me, Wake Me (When It's Over)", "Bernadette", "It's the Same Old Song", "Reach Out I'll Be There", "I Can't Help Myself (Sugar Pie, Honey Bunch)" (JFK 14:33);
- Billy Ocean – "Caribbean Queen", "Loverboy" (JFK 14:45);
- Black Sabbath (introduceret af Chevy Chase) – "Children of the Grave", "Iron Man", "Paranoid" (JFK 14:52);
- Run-D.M.C. – "Jam Master Jay", "King Of Rock" (JFK 15:12);
- Rick Springfield – "Love Somebody", "State of the Heart", "Human Touch" (JFK 15:30);
- REO Speedwagon – "Can't Fight This Feeling", "Roll With the Changes" (JFK 15:47);
- Crosby, Stills and Nash – "Southern Cross", "Teach Your Children", "Suite: Judy Blue Eyes" (JFK 16:15);
- Judas Priest – "Living After Midnight", "The Green Manalishi (With The Two-Pronged Crown)", "You've Got Another Thing Comin'" (JFK 16:26);
- Bryan Adams (introduceret af Jack Nicholson) – "Kids Wanna Rock", "Summer of '69", "Tears Are Not Enough", "Cuts Like a Knife" (JFK 17:02);
- The Beach Boys (introduced by Marilyn McCoo) – "California Girls", "Help Me, Rhonda", "Wouldn't It Be Nice", "Good Vibrations", "Surfin' U.S.A." (JFK 17:40);
- George Thorogood and the Destroyers – "Who Do You Love" (med Bo Diddley), "The Sky Is Crying", "Madison Blues" (med Albert Collins) (JFK 18:26);
- Simple Minds – "Ghost Dancing", "Don't You (Forget About Me)", "Promised You a Miracle" (JFK 19:07);
- The Pretenders – "Time the Avenger", "Message of Love", "Stop Your Sobbing", "Back on the Chain Gang", "Middle of the Road" (JFK 19:41);
- Santana and Pat Metheny – "Brotherhood", "Primera Invasion", "Open Invitation", "By the Pool"/"Right Now" (JFK 20:21);
- Ashford & Simpson – "Solid", "Reach Out and Touch (Somebody's Hand)" (med Teddy Pendergrass) (JFK 20:57);
- Madonna (introduceret af Bette Midler) – "Holiday", "Into the Groove", "Love Makes The World Go Round" (JFK 21:27);
- Tom Petty and the Heartbreakers (introduceret af Don Johnson) – "American Girl", "The Waiting", "Rebels", "Refugee" (JFK 22:14);
- Kenny Loggins – "Footloose" (JFK 22:30);
- The Cars – "You Might Think", "Drive", "Just What I Needed", "Heartbeat City" (JFK 22:49);
- Neil Young – "Sugar Mountain", "The Needle and the Damage Done", "Helpless", "Nothing Is Perfect (In God's Perfect Plan)", "Powderfinger" (JFK 23:07);
- The Power Station – "Murderess", "Get It On" (JFK 23:43);
- Thompson Twins – "Hold Me Now", "Revolution" (med Madonna, Steve Stevens og Nile Rodgers) (JFK 00:21);
- Eric Clapton (med Phil Collins) – "White Room", "She's Waiting", "Layla" (JFK 00:39);
- Phil Collins (fløjet med Concorde fra England til USA) (introduceret af Jack Nicholson og Bette Midler) – "Against All Odds (Take a Look at Me Now)", "In the Air Tonight" (JFK 01:04);
- Led Zeppelin  Reunion  – (med Jimmy Page, Robert Plant, John Paul Jones, Tony Thompson, Paul Martinez, og Phil Collins) – "Rock and Roll", "Whole Lotta Love", "Stairway To Heaven" (JFK 01:10);
- Crosby, Stills, Nash & Young – "Only Love Can Break Your Heart", "Daylight Again/Find The Cost of Freedom" (JFK 01:40);
- Duran Duran – "A View to a Kill", "Union of the Snake", "Save a Prayer", "The Reflex" (JFK 01:45);
- Patti LaBelle – "New Attitude", "Imagine", "Forever Young", "Stir It Up", "Over the Rainbow", "Why Can't I Get It Over" (JFK 02:20);
- Hall & Oates – "Out of Touch", "Maneater", "Get Ready" (med Eddie Kendricks), "Ain't Too Proud to Beg" (med David Ruffin), "The Way You Do the Things You Do", "My Girl" (med Eddie Kendricks og David Ruffin) (JFK 02:50);
- Mick Jagger (med Hall & Oates / Eddie Kendricks / David Ruffin) – "Lonely At the Top", "Just Another Night", "Miss You", "State Of Shock"/"It's Only Rock 'n' Roll (But I Like It) (reprise)" (med Tina Turner) (JFK 03:15);
- Afslutning på JFK Stadium:
a) Bob Dylan, Keith Richards og Ronnie Wood – "Ballad of Hollis Brown", "When the Ship Comes In", Blowin' in the Wind" (JFK 03:39),
b) USA for Africa (med Lionel Richie i front) – "We Are the World" (JFK 3:55)

## Eksterne links
- BBC om koncerterne i anledning af udgivelse af DVD
- Mindeside